# Jonathan Sexton
Jonathan Sexton (* 11. července 1985 Rathgar, Dublin, Irsko) je bývalý ragbista hrající v rugby union, který hrál na útokové spojce. V roce 2018 byl zvolen nejlepším ragbistou světa (World Rugby Player of the Year 2018) a je teprve historicky druhým irským ragbistou, který získal toto ocenění (prvním byl Keith Gerard Mallinson Wood v roce 2001). V letech 2014 a 2022 byl v nominaci na nejlepšího ragbistu světa.
Od roku 2009 byl součástí irské reprezentace. Kariéru ukončil po konci Irska na MS 2023. S reprezentací vyhrál Six Nations v letech 2009, 2014, 2015, 2018 a 2023.  Byl nejlépe bodujícím hráčem Six Nations 2014 (66 bodů) a Six Nations 2021 (65 bodů). Má nejvíce bodů ze všech irských ragbistů v historii. Svého předchůdce Ronana O'Garu překonal v zápase MS 2023 proti Tonze. Za Irsko si celkem připsal ve 118 zápasech 1 108 bodů.
Na klubové úrovni dokázal se svým irským klubem Leinsterem vyhrát čtyřikrát Evropský pohár mistrů (2009, 2011, 2012, 2018) a šestkrát předchůdce United Rugby Championship (2008, 2013, 2018 - 2021).
Jonathan Sexton je držitelem bakalářského titulu, který získal na University College Dublin.

## Galerie

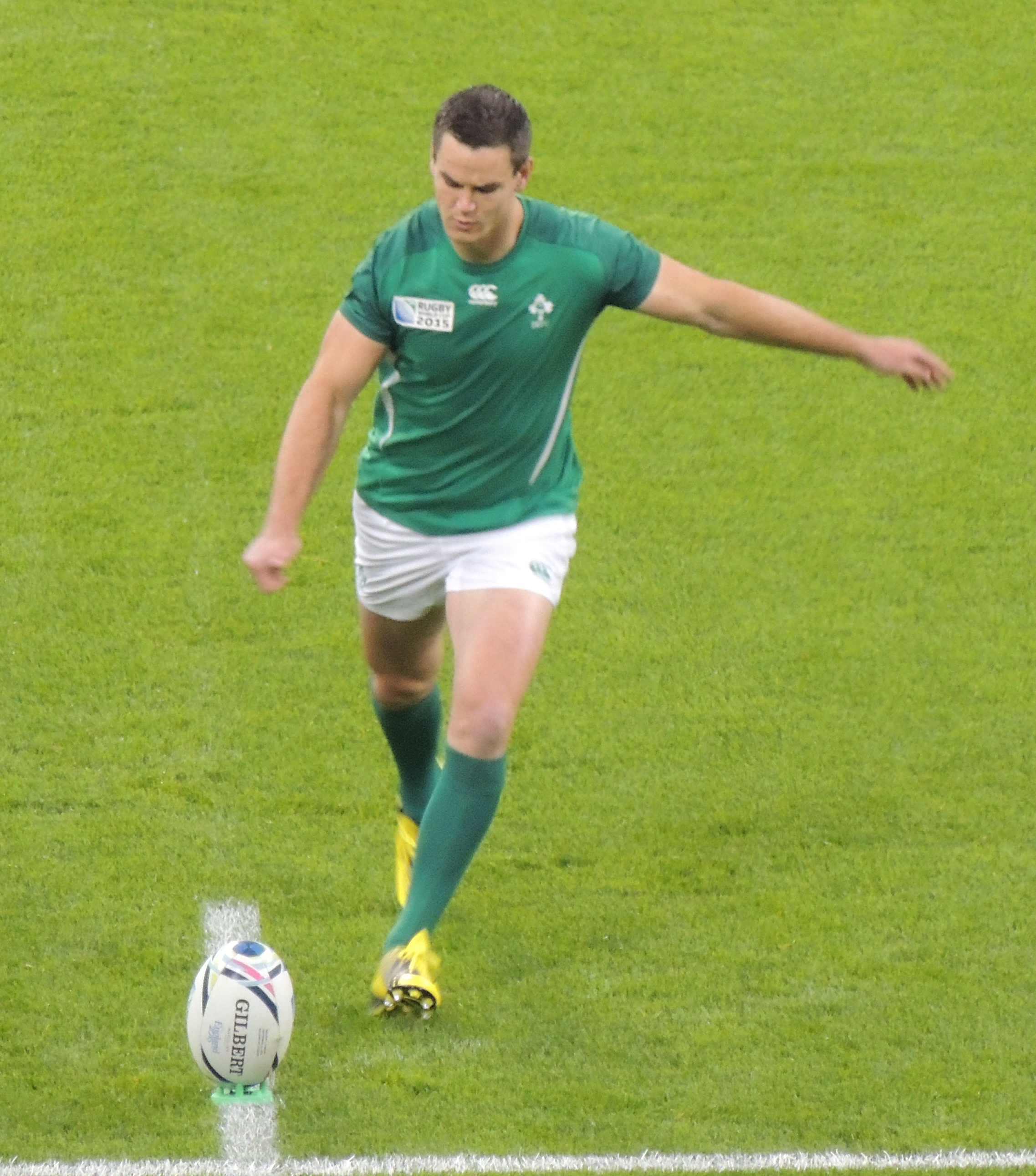
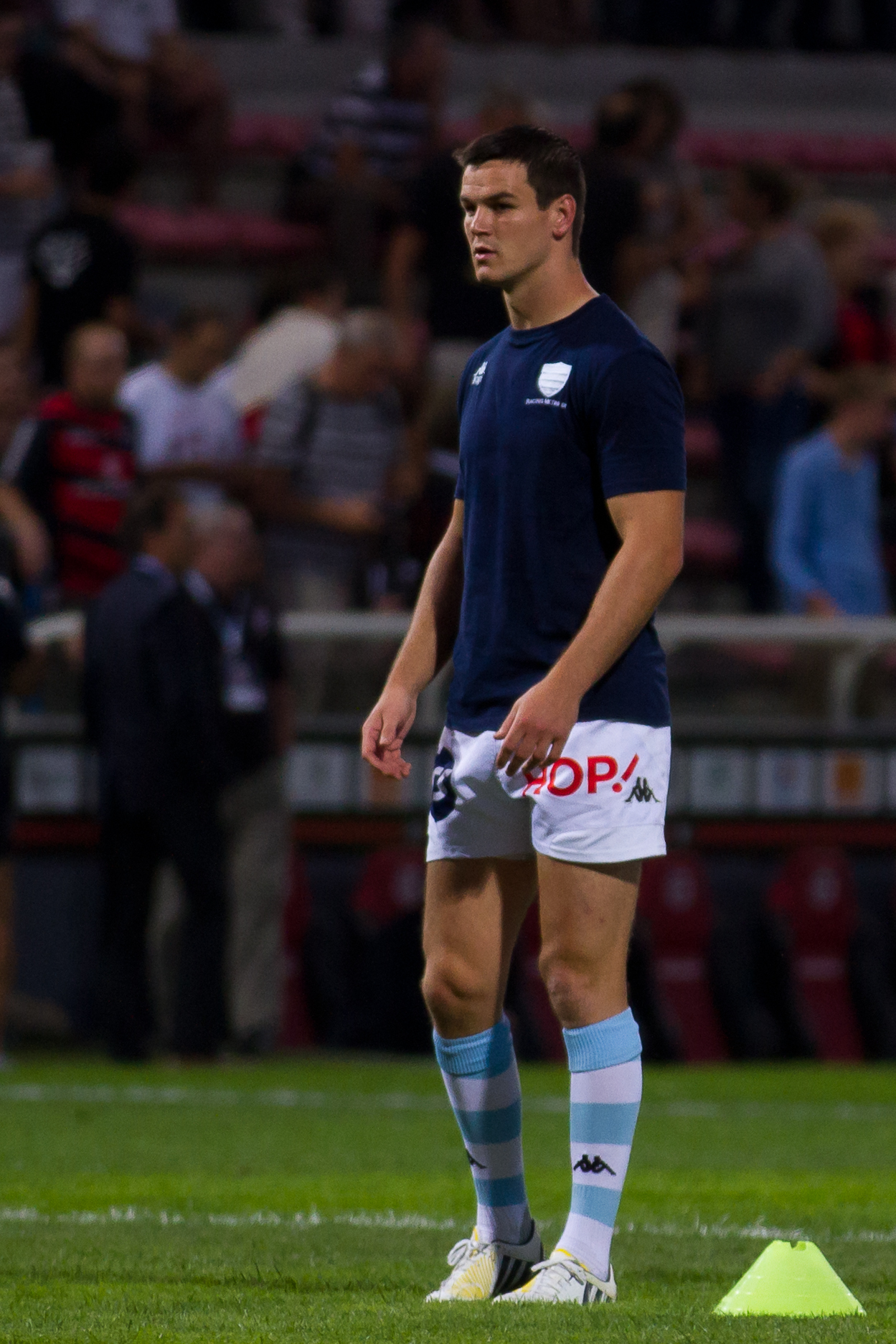
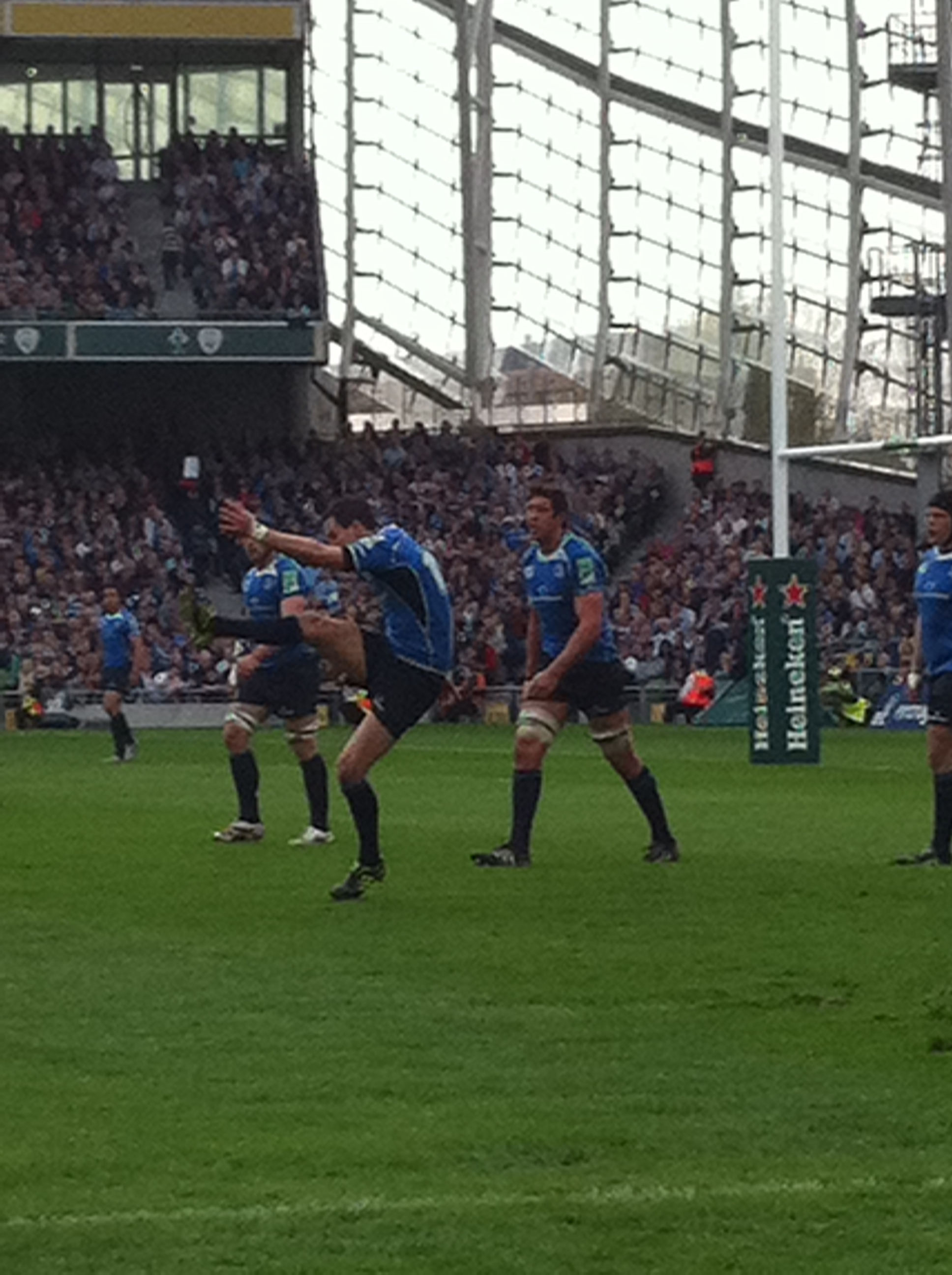
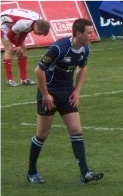

## Kariéra

### Klubová kariéra
- 2006 - 2013 Leinster
- 2013 - 2015 Racing 92
- 2015 - 2023 Leinster